# اونیفای
اونیفای (به ایتالیایی: Onifai) یک کومونه در ایتالیا است که در استان نیورو واقع شده‌است.

## خصوصیات
اونیفای ۴۳٫۰ کیلومترمربع مساحت و ۷۶۵ نفر جمعیت دارد.